# Bakāni
Bakāni är en ort i Indien.   Den ligger i distriktet Jhālāwār och delstaten Rajasthan, i den centrala delen av landet, 500 km söder om huvudstaden New Delhi. Bakāni ligger 350 meter över havet och antalet invånare är 8 621.
Terrängen runt Bakāni är platt, och sluttar västerut. Runt Bakāni är det ganska tätbefolkat, med 214 invånare per kvadratkilometer. Bakāni är det största samhället i trakten. Trakten runt Bakāni består till största delen av jordbruksmark.